# Arthur Henderson (baron Rowley)
Pour les articles homonymes, voir Henderson.
Arthur Henderson, baron Rowley, né le 27 août 1893 et mort le 28 août 1968, est un homme politique et avocat britannique.

## Biographie
Il est le deuxième enfant et deuxième fils d'Arthur Henderson, chef du Parti travailliste à trois reprises entre 1910 et 1932. Titulaire d'une licence de Droit du collège Trinity Hall de l'université de Cambridge, il participe comme soldat à la Première Guerre mondiale puis est appelé au barreau en 1921. Sous l'étiquette travailliste, il est élu parlementaire de la circonscription de Cardiff South à la Chambre des communes lors des élections générales de 1923, et est parlementaire d'arrière-ban du gouvernement minoritaire travailliste qui en résulte, le premier de l'histoire. Il perd son siège aux élections anticipées de 1924, mais le retrouve aux élections de 1929, qui portent à nouveau au pouvoir un gouvernement minoritaire travailliste mené par Ramsay MacDonald. Il perd de nouveau son siège aux élections anticipées de 1931, et revient à la Chambre des communes comme parlementaire de Kingswinford (ville des West Midlands) en 1935,.
Durant la Seconde Guerre mondiale il est nommé secrétaire financier au ministère de la Guerre dans le gouvernement d'union nationale mené par Winston Churchill ; il occupe ce poste de 1943 à 1945. Aux élections de 1945, les travaillistes remportent pour la première fois une majorité absolue des sièges à la Chambre des communes. Le nouveau Premier ministre Clement Attlee nomme Arthur Henderson sous-secrétaire d'État à l'Inde et à la Birmanie, et donc adjoint à Frederick Pethick-Lawrence, le ministre chargé d'organiser l'indépendance de l'Inde, accomplie en août 1947. Arthur Henderson est alors fait secrétaire d'État à l'Air, c'est-à-dire ministre responsable de la Royal Air Force, jusqu'à la défaite électorale du gouvernement Attlee aux élections de 1951,.
Lors de sa retraite politique de la Chambre des communes en 1966, il se voit conférer le titre de baron Rowley, titre de pair à vie qui lui donne droit à un siège à la Chambre des lords. Il meurt deux ans plus tard,.